# Septembre 2006 en Afrique

## 1erseptembre
- Malawi : le Fonds monétaire international et la Banque mondiale ont annoncé l’annulation de la dette du Malawi à hauteur de 2,9 milliards de dollars.

- Namibie : les activités du parti séparatiste Parti unique démocratique qui revendique l’indépendance de la région de Caprivi  (nord) ont été interdites par les autorités.

- Soudan : le vice-président Ali Osmane Taha, rejetant la résolution 1706 du Conseil de sécurité des Nations unies prévoyant l’envoi de casques bleus supplémentaires, a affirmé  être prêt à faire militairement face à l’intervention internationale.

## 2 septembre
- République démocratique du Congo : inauguration par le basketteur Dikembe Mutombo d’un nouvel hôpital à Kinshasa, dont il a financé la construction à hauteur de 15 millions de dollars sur les 29 millions du budget total.

## 6 septembre
- Burundi : la Vice-présidente Alice Nzomukunda a démissionné pour dénoncer la violations des droits de l’homme et la corruption.

## 7 septembre
- Égypte : Le journaliste  Simon Malley, fondateur de la revue Africasia devenue Afrique Asie est décédé à Paris à l’âge de 83 ans.

- Sénégal : en visite en Allemagne, Abdoulaye Wade, Président sénégalais, a annoncé à la radio Deutsche Welle qu’il serait candidat à sa succession lors l’élection de février 2007.

- Togo : Le président Faure Gnassingbé, en visite en France où il a rencontré le président français Jacques Chirac, a annoncé la tenue d’élection législative en juin 2007.

## 11 septembre
- Cameroun : une nouvelle compagnie aérienne,  Cameroon Airlines Corporation a été créée par décret présidentiel.

- Maroc : Fouad Chraïbi, président de l’Observatoire marocain du tourisme a annoncé la création d’un Comité marocain de tourisme responsable chargé d’établir une charte et un label « tourisme responsable » afin de lutter contre le tourisme sexuel dont sont victimes de nombreux enfants marocains.

## 12 septembre
- Côte d’Ivoire : Denis Sassou Nguesso, président en exercice de l’Union africaine a quitté Abidjan en reconnaissant l’échec de sa tentative de médiation dans la crise ivoirienne. Depuis le 10 septembre, il avait rencontré les principaux dirigeants politiques ivoiriens.

- Nigeria : Un mouvement de grève de trois jours lancé par les syndicats afin de protester contre l’insécurité dans la région du delta du Niger a été suivi par des milliers de travailleurs du secteur pétrolier.

## 16 septembre
- Togo : Yawovi Agboyibo, président du Comité d'action pour le renouveau a été nommé Premier ministre.

## 18 septembre
- Côte d’Ivoire : Un nouveau gouvernement a été nommé à la suite de la démission du gouvernement précédent. Les ministres sortants de l’environnement et des transports, Jacques Andoh et Anaki Kobina ont été remplacés par Haiza Aka Daniel et Aziz Thiam. Les autres ministres retrouvent leur poste.

## 24 septembre
- Côte d’Ivoire : Les Forces nouvelles ont demandé à Denis Sassou-Nguesso, président en exercice de l’Union africaine, de nommer un nouveau médiateur pour remplacer le président sud-africain Thabo Mbeki, qu’il accuse de partialité.

- Sénégal : l’ancien premier ministre Idrissa Seck a annoncé la création d’un parti politique baptisé Rewmi, ce qui signifie le Pays en wolof.

## 28 septembre
- Zambie : élection présidentielle remportée par le président sortant Levy Mwanawasa avec 42,99 % des voix devant Michael Sata, candidat du Front patriotique, qui obtient 30 %.

## 30 septembre
- Nigeria : Des pluies torrentielles ont entraîné l’effondrement d’un barrage près de la ville de Gusau (État de Zamfara) faisant au moins 40 morts, un millier de sans-abri et 700 déplacés.